# Caister-on-Sea

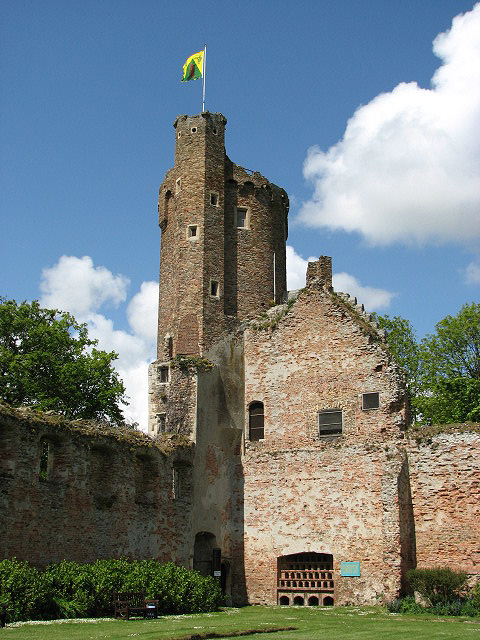
Il castello di Caister

Caister-on-Sea o, più semplicemente, Caister, nota un tempo come Caister-next-Yarmouth, è una località balneare sul Mare del Nord dell'Inghilterra sud-orientale, facente parte della contea del Norfolk e del distretto di Great Yarmouth. Conta una popolazione di circa 8 900 abitanti.

## Geografia fisica
Caister-on-Sea si trova tra le località di Great Yarmouth e Scratby (rispettivamente a nord della prima e a sud della seconda).

## Storia
In epoca romana, il tratto settentrionale della località era parte di un'isola, nota in seguito come Flegg.
Fino al XIX secolo, Caister era un villaggio di media grandezza, che si sviluppò a partire dal XX secolo.
Nel corso della prima guerra mondiale, furono probabilmente effettuati degli interventi per proteggere Caister da possibili attacchi.
Nel 1927, la località, che fino ad allora era nota come Caister-next-Yarmouth, assunse la denominazione attuale.
In seguito, nel luglio del 1944, nel corso della seconda guerra mondiale, tre villaggi turistici di Caister servirono da base per preparare le truppe britanniche agli attacchi nell'Europa continentale. Inoltre, come accaduto nel corso del precedente conflitto mondiale, furono intrapresi degli interventi per proteggere Caister-on-Sea da possibili attacchi, poi effettivamente avvenuti.
Negli anni cinquanta del XX secolo, furono intrapresi nel villaggio vari scavi archeologici.

## Monumenti e luoghi d'interesse

### Architetture religiose

#### Chiesa della Santa Trinità
Tra i principali edifici religiosi di Caister-on-Sea, vi è la chiesa della Santa Trinità, risalente al XIII-XV secolo e restaurata nel 1894.

#### Chiesa di San Edmondo Martire
Altro importante edificio religioso di Caister-on-Sea è la chiesa di San Edmondo Martire, risalente al 1852.

### Architetture militari

#### Castello di Caister
Nei dintorni di Caister-on-Sea, segnatamente nel vicino villaggio di West Caister, si trovano poi le rovine del castello di Caister, che fu costruito per  Sir John Fastolf in un periodo compreso tra il 1433 e il 1446 per Sir John Fastolf.

### Siti archeologici

#### Forte romano di Caister
Tra i principali luoghi d'interesse di Caister-on-Sea, figurano inoltre i resti di un forte romano, risalente al III secolo d.C.

## Società

### Evoluzione demografica
Nel 2018, la popolazione stimata della parrocchia civile di Caister-on-Sea era pari a 8 911 abitanti, di cui 4586 erano donne e 4325 erano uomini.
La popolazione al di sotto dei 18 anni era pari a 1 381 unità (di cui 740 erano i bambini al di sotto dei 10 anni), mentre la popolazione dai 60 anni in su era pari a 3 646 unità (di cui 857  erano le persone degli 80 anni in su).
La località ha conosciuto un incremento demografico rispetto al 2011, quando la popolazione censita era pari a 8 901 unità, e al 2001, quando la popolazione censita era pari a 8 756 unità.